# Ковид-диссидентство
Ковид-диссидентство — та или иная степень неверия в вирус—возбудитель новой коронавирусной инфекции и масштаб вызванной им угрозы (от полного отрицания реальности вируса до утверждений о том, что он не опаснее гриппа), отрицание наличия COVID-19, отрицание его опасности; границы явления могут трактоваться по-разному.
Приверженцев ковид-диссидентства именуют ковид-диссидентами.

## Особенности поведения ковид-диссидентов
Ковид-диссиденты, даже заболев, могут продолжать утверждать, что COVID-19 не существует, и отказываться соблюдать санитарные меры противодействия.
По информации Би-би-си, в США ковид-диссидентство затрудняет работу врачей: оказавшись в больнице с диагнозом COVID-19, ковид-диссиденты могут вести себя агрессивно, рассматривая врачей как соучастников всемирного заговора, призванного лишить их возможности работать и зарабатывать, а выступления в социальных сетях и на телеканалах с целью информирования о заболевании провоцируют ответные угрозы; в Великобритании врачи, занимающиеся информированием населения через социальные сети, также получают оскорбления и угрозы (в основном от отрицателей реальности заболевания и сторонников теорий заговора); подобные комментарии действуют на врачей деморализующе.
В России большинство врачей, опрошенных Би-би-си, угроз в социальных сетях не получают, однако угрозы от пациентов с COVID-19 также иногда встречаются.

## Социологические данные

### Степень распространённости
2—5 июля 2020 года Фонд «Общественное мнение» провёл в России опрос общественного мнения. Согласно данным опроса, доля тех, кто считал новый коронавирус выдумкой, составляла 12 %.
Согласно исследованию аналитического центра Pew Research Center, опубликованному в июне 2021 года, популярная версия о том, что сильные мира сего намеренно спланировали распространение COVID-19, была знакома 71 % американцев, при этом четверть из них верили в эту теорию полностью или частично.
Согласно опросу маркетинговой компании Ipsos Mori, около 30 % населения крупнейших стран мира, включая Россию, считают, что СМИ преувеличивают размах пандемии.

### Характерные черты ковид-диссидентов
По данным Фонда «Общественное мнение» (ФОМ), к ковид-диссидентству в радикальной форме (то есть, к полному неверию в новый коронавирус) в июле 2020 года чаще других были склонны 31-45-летние (не верили 18 %) и неработающие граждане (не верили 19 %), в то время как в среднем по выборке неверие составляло 12 %.
Проведённые фондом интервью позволили полнее раскрыть взаимосвязь между отрицанием заболевания и трудоустройством: диссидентские взгляды у тех, кто оказался в трудном финансовом положении (например, у работников сферы культуры), «могли возникнуть как ответная реакция на меры, воспринимавшиеся как избыточные».
Только 18 % радикальных отрицателей имели высшее образование (в среднем по выборке 35 %); значительная часть ковид-диссидентов (45 %) характеризуют свое материальное положение как плохое и очень плохое (в среднем по выборке 34 %); более трети из них (34 %) проживают в сёлах (по выборке в целом — 26 %).
Ковид-диссиденты, по данным ФОМ, часто имеют единомышленников: 80 % тех, кто отрицал реальность нового коронавируса, говорили о наличии знакомых с аналогичными взглядами, а 78 % были уверены, что приверженцы таких взглядов многочисленны. Иными словами, они не считали, что их взгляды противоречат мнению общественности, а противопоставляли себя официальной точке зрения.
При этом лишь 53 % ковид-диссидентов придерживались своих убеждений изначально, в то время как 36 % перешли в ковид-диссидентство, сперва считая заболевание реальным.
Наличие знакомых врачей мало сказывалось на представлениях о реальности заболевания: среди ковид-диссидентов имеют в ближайшем окружении врачей и медицинских работников 57 % (по выборке в целом 51 %), а 6 % сами были представителями медицинской профессии.
Интервью с ковид-диссидентами показали, что при наличии в их окружении представителей медицинской профессии, от которых невозможно получить исчерпывающую информацию о заболевании (в силу разных причин), убеждённость в его «выдуманности» лишь растёт.
Ковид-диссиденты меньше следили за информацией о пандемии, чем население в целом: больше половины (54 %) не следили совсем (по выборке в среднем — 22 %), а 29 % следили, но не очень внимательно (в среднем — 41 %).

## Активисты
В России идеи ковид-диссидентства распространяют многие российские лидеры мнений. В их числе бывшая участница «Дома-2» Виктория Боня, теннисист Марат Сафин и режиссёр Никита Михалков. Им оппонируют сторонники вакцинации: от просветителей, вроде онлайн-проекта «Прививка от мракобесия», до более радикальных движений, например, «Мракоборец | Борцы с антиваксерами», добившегося блокировки инстаграма Марии Шукшиной.